# 천공 격투장
《천공 격투장》은 헌터 × 헌터에 등장하는 지역으로 세계 4위의 높이 991m를 자랑하는 지상 251층 건물이다. 일일 평균 4,000명이 높은 층을 목표로 경진하며, 싸움을 원하는 사람에게는 최고의 장소로 많은 관광객이 방문한다. 199층 이하는 일반적인 전투가 진행되며, 1층에서 치르는 순위 판정 시험은 이겨도 져도 152J(캔 주스 1개 금액)를 얻는다. 이길 때마다 더 큰 돈을 얻을 수 있다.

## 천공투기장 관련 등장인물

### 즈시
• 일본 성우: 기쿠치 마사미(1999), 테라사키 유카(2011)

• 한국 성우: 윤성혜(1999), 정현경(2011)
윙 사부  아래에서 수행에 힘 쓰는 심원류의 문하생 소년이다.

### 윙
• 일본 성우: 기쿠치 마사미(1999), 유사 코지(OVA), 세키 토시히코(2011)

• 한국 성우: 양석정(1999, 2011)
심원류의 대리 사범이자 헌터 시험의 숨은 시험 감독관이며, 문하생 즈시와 곤, 키르아의 스승이다.

### 기드
• 일본 성우: 코와다 코헤이(1999), 나라 토오루(2011)

• 한국 성우: 장호비(1999), 정재헌(2011)
한쪽 다리에 의족을 착용하고 팽이를 구사해 싸우는 천공 격투장의 200층 클래스의 투사다.

### 리르벨트
• 일본 성우: 아카이다 요시히코(1999), 아이 이치타로(2011)

• 한국 성우: 위훈(1999), 양석정(2011)
특수한 휠체어를 타고 싸우는 천공 격투장의 200층 클래스의 투사다.

### 사다소
• 일본 성우: 나가노 요시카즈(1999), 타케오 카즈마(2011)

• 한국 성우: 변종필(1999)
왼팔이 없으며, 일명 신인 사냥꾼이라고 불리는 천공 격투장의 200층 클래스의 투사다.

### 카스트로
• 일본 성우: 키시 유지(1999), 카와시마 토쿠요시(2011)

• 한국 성우: 사성웅(1999), 류승곤(2011)
과거 히소카에게 패배한 뒤, 타도 히소카를 목표로 하는 천공 격투장 200층 클래스의 투사다.

### 사회자, 코코
• 일본 성우: 소노자키 메구미(1999, 37~38화), 나카요시 유카(1999, 39~41화), AKIKO(1999, 41~42화), 미츠이시 코토노(2011, 코코)

• 한국 성우: 윤현정(1999, 37~38화), 문남숙(1999, 39~41화), 전숙경(1999, 41~42화), 하미경(2011, 코코)

### 200층 클래스 안내원
• 일본 성우: 카이다 유키(1999), 아이하시 아이코(2011)
히소카가 곤과 키르아에게 경고할 때 같은 층에 있던 차분한 분위기의 여성 안내원이다.

### 심판
• 일본 성우: 마츠야마 타카시(1999)

• 한국 성우: 사성웅(1999)
곤과 히소카의 경기에서 시합의 위험성을 우려하여, 판정 기준을 낮춘 후 경기를 일찍 끝냈다.

### 수수께끼의 해설자
• 일본 성우: 마츠야마 타카시(1999), 스즈키 타쿠마(2011)

• 한국 성우: 변현우(1999)
곤과 히소카의 경기에서 원작자를 상징하는 강아지 캐릭터 가면을 쓴 의문의 해설자.